# Marina Ovsjannikova
Marina Ovsjannikova, fødselsnavn Tkatjuk (russisk: Марина Овсянникова (Ткачук) tr. Marina Ovsjannikova (Tkatjuk) ; født 19. juni 1978 i Odessa) er en russisk tv-producent, der var ansat på Pervyj kanal, Ruslands største tv-kanal.
Den 14. marts 2022, under en tv-optagelse relateret til den russiske invasion af Ukraine i 2022, dukkede hun op bag nyhedsværten, Jekaterina Andrejeva, med en plakat, hvor der stod "Ingen krig" og "Tro ikke på propagandaen". Udsendelsen blev stoppet, og Ovsjannikova blev anholdt af politiet. Optagelsen var efterfølgende ikke tilgængelig for download til den russiske befolkning, hvilket er usædvanligt for tv-kanalen. Hun er blevet sammenlignet med Tankmanden.

## Forhåndsindspillet budskab
Hun publicerede også en forhåndsindspillet video på internettet:
"Det som sker i Ukraine, er en forbrydelse. Rusland er et aggressorland, og ansvaret for denne aggresion hviler på samvittigheden til kun én person. Denne person er Vladimir Putin. Min far er ukrainer, min mor er russer, og de har aldrig været fjender. Den halskæde jeg har på mig, er et symbol på det faktum at Rusland umiddelbart må afslutte denne krige mod et broderfolk. Og vort broderfolk vil fortsat arbejde for freden. Desværre har jeg brugt de sidste år med at arbejde for Kanal 1 med at lave Kreml-propaganda, og det skammer jeg mig over. Jeg skammer mig over at jeg tillod løgnene blev sendt til TV-skærmene. Jeg skammer mig over at jeg tillod andre at gøre det russiske folk til zombier. Vi var tavse i 2014 da alt dette startede. Vi protesterede ikke da Kreml forgiftede Navalnyj. Vi så passivt til på dette inhumane regime i aktion. Og nu har hele verden vendt os ryggen. Og de næste ti generationer vil ikke kunne vaske skampletten af denne krig mod et broderfolk væk. Vi russere er tænkende og intelligente mennesker. Det ligger alene til os at stoppe galskaben. Protestér. Vær ikke bange for noget. De kan ikke indespærre os alle."
Både aktionen og den forklarende video blev spredt på de sociale medier som Telegram og Twitter efter hændelsen. Den blev blandt andet nævnt af Aleksej Navalnyjs talspersoner.

## Efterspil
Marina Ovsyannikova er blevet idømt otte og et halvt års fængsel in absentia af en domstol i Moskva for at diskreditere militæret. Efter sin protest udgav hun en selvbiografisk bog. I øjeblikket bor Ovsyannikova i eksil i Frankrig. Hun har bekræftet, at hun ikke længere overholder reglerne for prøveløsladelse og er flygtet med sin unge datter, hvilket har ført til, at hun er blevet sat på Moskvas eftersøgningsliste.